# Petelia anagogaria
Petelia anagogaria là một loài bướm đêm trong họ Geometridae.